# John P. Healy

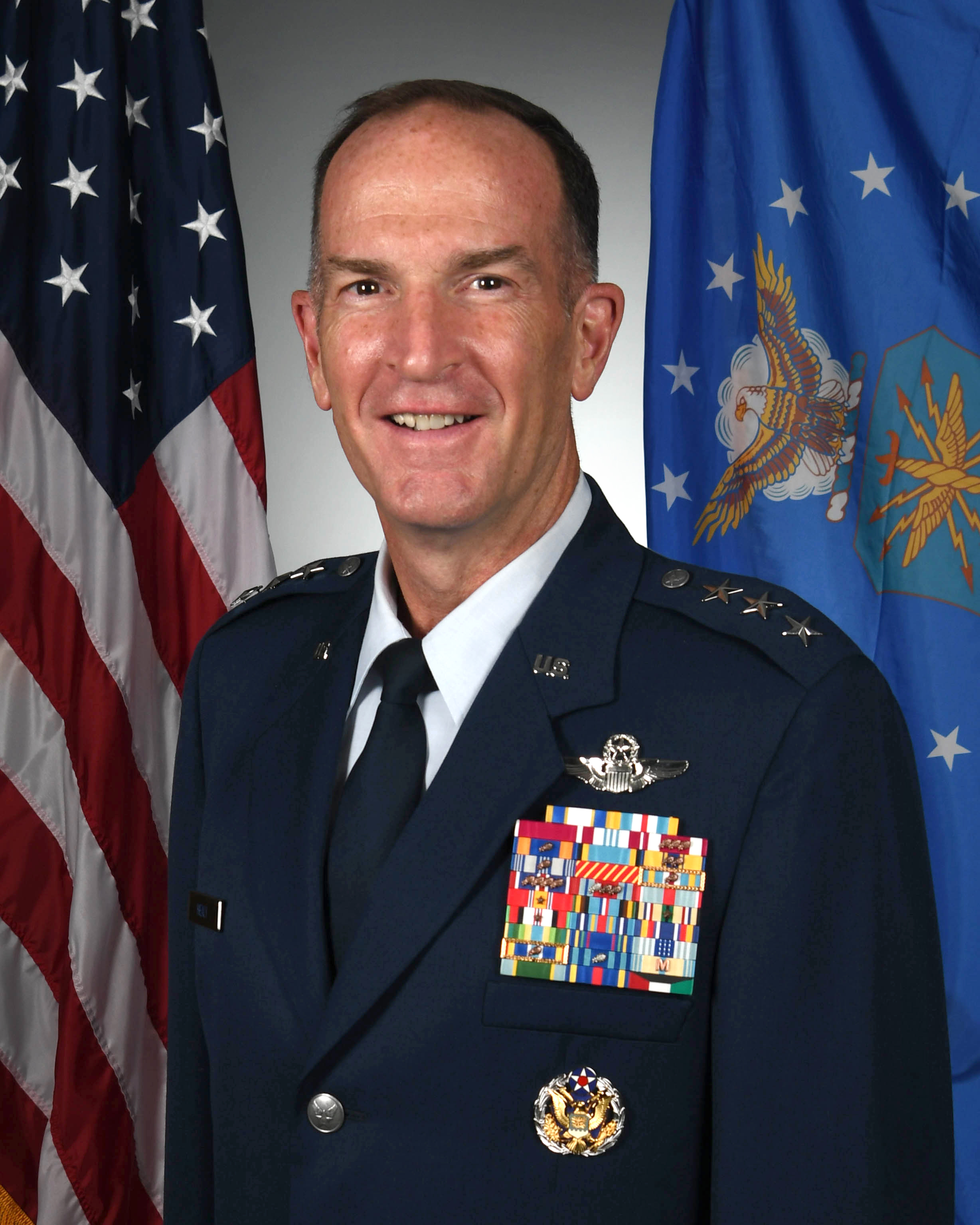
John P. Healy (2022)

John P. Healy (* um 1967) ist ein Generalleutnant der United States Air Force. Er war unter anderem Kommandeur der 22. Luftflotte (Twenty Second Air Force). Zurzeit (Mai 2025) kommandiert er das Air Force Reserve Command.
Über das ROTC-Programm der University of Connecticut gelangte er im Jahr 1989 in das Offizierskorps der United States Air Force. Dort durchlief er anschließend alle Offiziersränge vom Leutnant bis zum Drei-Sterne-General.
Im Lauf seiner militärischen Karriere absolvierte er verschiedene Kurse und Schulungen. Dazu gehörten unter anderem eine Ausbildung zum Kampfpiloten und weitere Fortbildungskurse als Pilot neuer Flugzeugtypen; die Squadron Officer School auf der Maxwell Air Force Base in Alabama sowie das Air Command and Staff College und das Air War College, ebenfalls auf der Maxwell AFB. Später folgten der Leadership Today and Tomorrow Course und der Reserve Component National Security Course, die beide in Washington, D.C. abgehalten wurden, das Joint Forces Staff College in Norfolk in Virginia, der NATO Senior Officer Policy Course an der NATO School Oberammergau sowie der Director of Mobility Forces Course auf dem Hurlburt Field in Florida. Außerdem erhielt er einen akademischen Grad von der Webster University.
In seinen frühen Jahren als Offizier der Luftwaffe war er an verschiedenen Stützpunkten in den Vereinigten Staaten stationiert. Dabei war er als Pilot, Flugausbilder oder Stabsoffizier bei unterschiedlichen Einheiten tätig. Dazwischen absolvierte er die erwähnten Schulungen. In späteren Jahren diente er in Reserveeinheiten der Air Force. Zwischen Oktober 2009 und Dezember 2010 kommandierte er als Oberstleutnant auf der Westover Air Reserve Base in Massachusetts die 337. Luftschwadron. In der Folge verblieb er auf diesem Stützpunkt, wo er bis zum Februar 2013 dem Stab des 439. Geschwaders angehörte. Zwischenzeitlich war er stellvertretender Kommandeur dieser Einheit. Zudem leitete er zwischen März und September 2012 in Camp Arifjan in Kuwait die Stabsabteilung für Operationen im vorgelagerten Hauptquartier der dort stationierten amerikanischen Einheiten, die dem United States Central Command unterstanden.
Anschließend gehörte er bis zum Januar 2015 in unterschiedlichen Funktionen dem Stab des Hauptquartiers der Luftwaffe an, wobei er in Abteilungen, die mit Reserveangelegenheiten befasst waren, tätig war. Zwischen Januar 2015 und Juli 2017 war John Healy Einberufungsberater (Mobilization Assistant) beim 618th Air Operations Center, der auf der Scott Air Force Base in Illinois ansässig war. Daran schloss sich eine Versetzung zum Stab des United States European Commands (EUCOM) in Stuttgart an. Zwischen Juli 2017 und Juli 2019 war er dort Berater des Kommandeurs für Reserveangelegenheiten (Director, Exercises and Assessments and Senior Reserve Component Advisor to the Commander, Headquarters U.S. European Command).
Danach wurde er nach Georgia auf die Dobbins Air Reserve Base versetzt, wo er zwischen Juli 2019 und Juli 2021 als Nachfolger von Craig L. La Fave das Kommando über die 22. Luftflotte (Twenty Second Air Force) innehatte. Nachdem er dieses Amt an Bret C. Larson übergeben hatte, war er bis zum August 2022 stellvertretender Leiter der Stabsabteilung für Reserveangelegenheiten im Hauptquartier der Air Force. Am 30. Juli 2012 übernahm er auf der Robins Air Force Base in Georgia als Nachfolger von Richard W. Scobee die Leitung des Air Force Reserve Commands. Gleichzeitig leitet er im Hauptquartier der Luftwaffe die Stabsabteilung für Reserveangelegenheiten. Diese Ämter bekleidete er bis heute (Mai 2025).
Während seiner aktiven Zeit als Militärpilot absolvierte er über 5000 Flugstunden auf verschiedenen Flugzeugtypen.

## Daten der Beförderungen
| Abzeichen | Rang               | Jahr              |
| --------- | ------------------ | ----------------- |
|           | Second Lieutenant  | 11. Oktober 1989  |
|           | First Lieutenant   | 11. Oktober 1991  |
|           | Captain            | 11. Oktober 1993  |
|           | Major              | 1. Oktober 2001   |
|           | Lieutenant Colonel | 17. August 2006   |
|           | Colonel            | 2. März 2011      |
|           | Brigadier General  | 30. März 2016     |
|           | Major General      | 12. Dezember 2018 |
|           | Lieutenant General | 3. August 2022    |

## Orden und Auszeichnungen
John Healy erhielt im Lauf seiner militärischen Laufbahn unter anderem folgende Auszeichnungen:
- Air Force Distinguished Service Medal
- Defense Superior Service Medal
- Legion of Merit
- Defense Meritorious Service Medal
- Meritorious Service Medal
- Air Medal
- Aerial Achievement Medal
- Air and Space Commendation Medal
- Air and Space Achievement Medal